# Pathologic
Pathologic (noto in Russia come Мор. Утопия, translitterato Mor. Utopiya) è un videogioco di avventura dinamica e di sopravvivenza con elementi horror in prima persona, sviluppato da Ice-Pick Lodge e pubblicato da Buka Entertainment il 9 agosto 2005 in Russia e altri paesi della CSI.
Il gioco è stato tradotto in lingua inglese e distribuito nell'estate del 2006 nel resto d'Europa da GMX Media e G2 Games. Il 20 aprile dello stesso anno è stata inoltre distribuita una versione in lingua tedesca ad opera di FIP-Publishing.
Il 29 ottobre 2015 Good Shepard Entertainment ha distribuito su Steam, GOG.com e Humble Store un remaster del gioco sviluppato da Ice-Pick Lodge in collaborazione con General Arcade ed intitolato Pathologic Classic HD. La nuova versione prevede una serie di miglioramenti grafici, salvataggi cloud e una nuova traduzione.
Nel maggio del 2019 tinyBuild ha rilasciato un sequel/remake realizzato sempre da Ice-Pick Lodge ed intitolato Pathologic 2, cui realizzazione è stata resa possibile da una riuscita campagna di crowdfunding su Kickstarter che ha raccolto un totale di 333.127$ su un obiettivo di 250.000$.

## Trama
Il gioco è ambientato in una remota e bizzarra città delle steppe russe sita presso il fiume Gorkhon. Il periodo storico è imprecisato, l'unica certezza è che una misteriosa e incredibilmente contagiosa malattia nota come "la Peste della Sabbia" (Sand Plague) sta uccidendo chiunque la contragga in pochi giorni.
In questa caotica situazione, dove le autorità e i cittadini assistono perlopiù impotenti allo svolgersi degli eventi, la narrazione segue le storie intrecciate di tre medici, dal punto di vista dell'uno o dell'altro a seconda del personaggio scelto all'inizio del gioco. Il primo dei tre protagonisti è un sapiente medico proveniente dalla capitale, noto come "il Laureato" (Bachelor). Il secondo è un guaritore locale tornato in città su richiesta del padre, noto come "l'Aruspice" (Haruspex). Il terzo e ultimo personaggio è invece una strana ragazza che afferma di essere una santa capace di fare miracoli, nota come "la Scambiata" (Changeling) o anche "la Devota" (Devotress) se si segue la traduzione inglese originale.
Tutti e tre i protagonisti sono alla ricerca della fonte della malattia. Ognuno di loro ha dodici giorni per prendersi cura dei propri Bound, ovvero persone di particolare interesse, che si riveleranno fondamentali nella risoluzione della nascente epidemia.
Il significato profondo degli eventi e del mondo di gioco sarà comprensibile solo se li si osserva da tutti e tre i punti di vista possibili. 

## Modalità di gioco
È possibile vestire i panni di tutti e tre i protagonisti ed assistere alla storia da tre diversi punti di vista, ognuno con un finale associato (anche se è possibile ottenere il finale di un altro personaggio). Ognuno di essi avrà bonus e malus diversi legati alla sua particolare provenienza (il Laureato, ad esempio, godrà sin da subito di una reputazione molto buona, ma non potrà dissezionare i corpi e rivendere gli organi sul mercato nero come l'Aruspice).
Il gioco è suddiviso in dodici giorni che incedono in tempo reale - eccetto per alcuni dialoghi fondamentali - in cui si ricevono missioni da NPC detti Bound, specifici per ciascun personaggio. Esattamente a mezzanotte di ogni giorno le quest incomplete risultano non più disponibili e quelle principali (una al giorno) saranno completate da un Bound, che così facendo si ammalerà e, se non curato, morirà. Le missioni principali sono fondamentali, in quanto non sarà possibile risolvere l'epidemia se anche un solo Bound dovesse morire. Le missioni secondarie sono invece interamente facoltative e non sempre si rivelano utili, in quanto può capitare che non valgano il tempo impiegato per completarle. La gestione del tempo, considerando che la velocità di spostamento per la mappa di gioco è parecchio limitata, è infatti fondamentale per la sopravvivenza tanto quanto la gestione delle risorse.

## Accoglienza
Pathologic è stato accolto molto positivamente in Russia, ottenendo vari riconoscimenti critici.
| Testata                         | Giudizio |
| ------------------------------- | -------- |
| Metacritic (media al 3-12-2021) | 76/100   |
| Eurogamer                       | 6/10     |
| VRgames                         | 90/100   |

Internazionalmente il giudizio della critica è stato diversificato. Se infatti Pathologic è stato particolarmente apprezzato da un punto di vista narrativo, concettuale ed atmosferico e in generale per la sua ambiziosità, è stato anche criticato per quanto riguarda la qualità grafica, della traduzione e del gameplay.
Le opinioni degli utenti internazionali sono state invece nettamente positive, tanto che nel tempo il titolo è divenuto un vero e proprio cult. Pathologic Classic HD vanta infatti uno Userscore di 8.8/10 su Metacritic e una valutazione "molto positiva" tra i possessori certificati su Steam. Il gioco è stato inoltre oggetto di videorecensioni positive su YouTube che hanno riscosso milioni di visualizzazioni.
Nel 2021 è stato inserito in quinta posizione nella classifica dei dodici migliori giochi horror di sempre per PC da IGN, nonché in diciannovesima posizione nella classifica dei venticinque migliori giochi survival di sempre per PC da Rock Paper Shotgun.